# Hitomi Honda
Hitomi Honda (本田 仁美 Honda Hitomi?, Prefectura de Tochigi, 6 de octubre de 2001), también conocida por el monónimo de Hitomi, es una cantante y actriz japonesa. Ella es miembro del grupo femenino surcoreano Say My Name, y exmiembro del grupo femenino surcoreano-japonés Iz*One y el grupo femenino japonés AKB48.

## Carrera

### 2012-2017: Inicios de su carrera y debut en AKB48

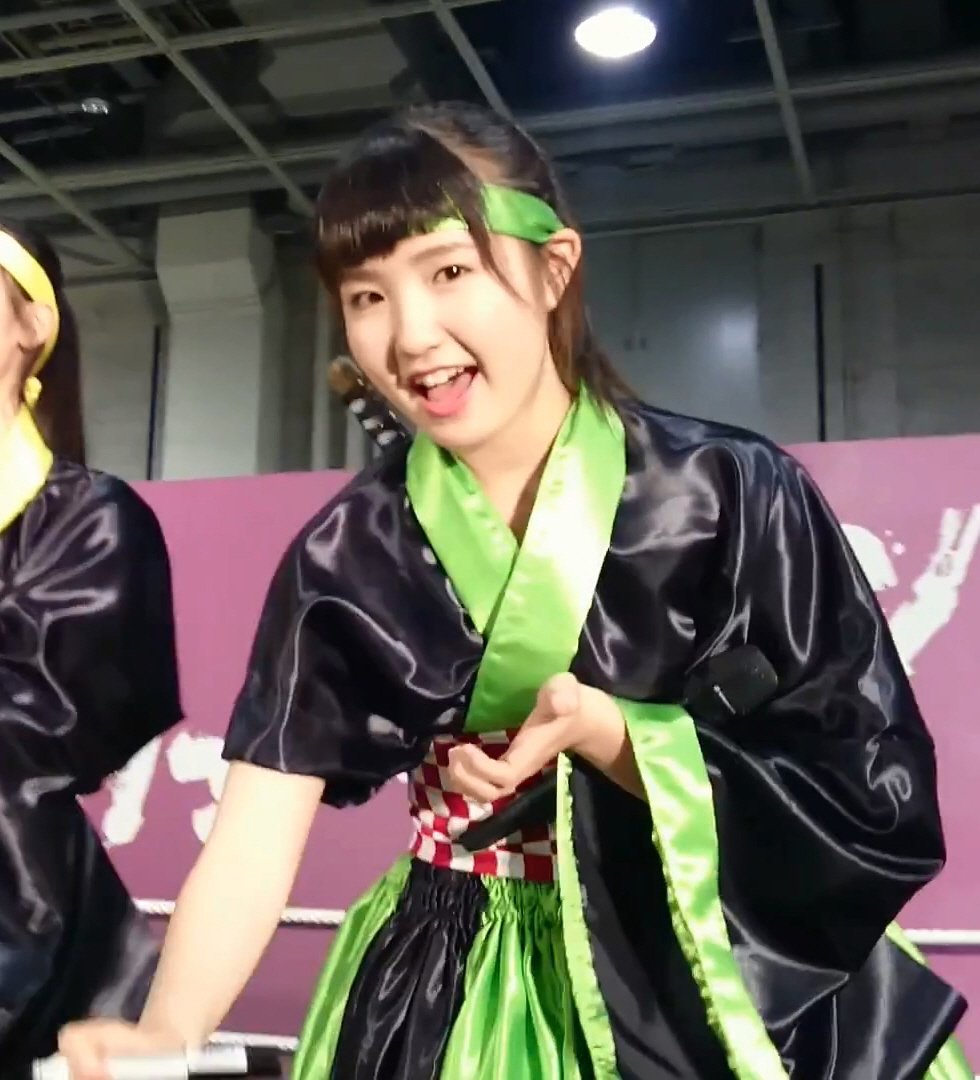
Honda en un evento de AKB48 en 2017

De 2012 a 2014, cuando Honda estaba en la escuela primaria, apareció en Kodomojikan, un programa local en su ciudad natal.
Honda audicionó para el Equipo 8 de AKB48 en 2014, y fue aceptada en el grupo a la edad de 12 años, representando a la Prefectura de Tochigi. El 3 de diciembre de 2024, fue nombrada futura embajadora de Tochigi por el gobernador de la prefectura de Tochigi.
En 2017, fue la reportera principal de un programa local en Tochigi Television, presentando información sobre la prefectura de Tochigi.

### 2018-2021: Avances en su carrera,Produce 48y Iz*One

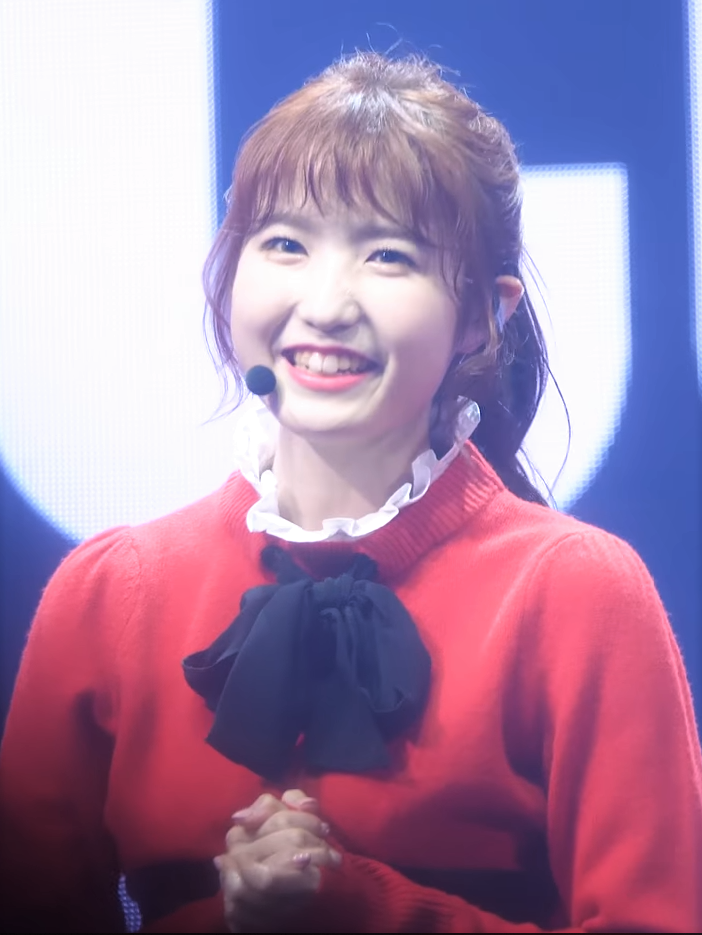
Honda en octubre de 2018

En abril de 2018, presentó un programa de radio en Radio Berry, Toyota Rental Lease Presents: Honda Hitomi Heat Is On.
En las elecciones generales de AKB48 de 2018, desde mayo hasta junio, logró ocupar el puesto 82, ingresando al ranking por primera vez.
En agosto, Honda quedó en el noveno lugar en el reality show de supervivencia Produce 48, convirtiéndose en miembro del grupo femenino surcoreano-japonés Iz*One.
En septiembre, se anunció que Honda aparecería en una canción junto con AKB48 llamada "No Way Man" en noviembre. El mismo día, anunció que se tomaría un descanso de 2,5 años de AKB48 para centrarse en sus actividades con Iz*One.
En octubre, Honda debutó como miembro de Iz*One con el lanzamiento del sencillo "La Vie en Rose".
En octubre de 2020, Hitomi fue modelo de la marca japonesa titty&co para su colección de invierno de 2020, y a los dueños de la marca les gustó tanto su apariencia, que se terminó convirtiendo en la modelo exclusiva de la marca en 2021.
El 29 de abril de 2021, Honda concluyó sus actividades con Iz*One debido a la finalización de su contrato. En mayo, apareció en la gira nacional del Equipo 8 de AKB48, la cual fue su primera aparición como miembro del grupo después de su pausa.
El 8 de octubre, lanzó su propia marca de cosméticos de belleza llamada NOTONE. Honda finalizó su contrato con Vernalossom el 31 de diciembre, trasladándose a DH un día después.

### 2022-2023: actividades posteriores a Iz*One
El 23 de febrero de 2022, se anunció que Honda sería la cantante principal del sencillo número 59 de AKB48, Moto Kare desu (元カレです). En marzo, fue designada como modelo de la marca de productos para el cuidado del cabello Matomage de Utena. El 1 de julio, se anunció que DH fue transferido a Mama & Son, afiliada a Production Ogi. Honda hizo su debut como actriz ese mismo mes con un cameo en el tercer episodio de Octo: Kanjou Sousakan Shinno Akari. En octubre, protagonizó Hokuo Kojirase Nikki, siendo este su primer papel protagónico.
Debido a la suspensión de las actividades del Equipo 8 de AKB48 en abril de 2023, Honda se convirtió en miembro del Equipo A a partir del 1 de mayo. En julio, interpretó el papel recurrente de Enami Misato en el programa The Greatest Teacher. El 30 de agosto de 2023, Honda anunció que se graduaría de AKB48. Su último sencillo con el grupo fue "Idol Nanka Janakattara", el sencillo número 62 de AKB48, el cual se lanzó el 27 de septiembre de ese año.
En diciembre, presentó el evento de alfombra roja previo a la ceremonia de los Melon Music Awards 2023, junto con sus compañeras exmiembros de Iz*One, Nako Yabuki y Ha Ji-young.

### 2024-presente: Graduación de AKB48 y debut con Say My Name
Su concierto de graduación se llevó a cabo el 26 de enero de 2024 en Pacifico Yokohama, y realizó su graduación y última actuación en vivo en el Teatro AKB48 el 28 de enero de 2024. Honda abandonó Mama & Son Entertainment el 1 de mayo de 2024.
El 13 de septiembre de 2024, Honda fue anunciada como una de las 7 integrantes del grupo femenino surcoreano Say My Name. Fue nombrada como la líder del grupo durante el debut del mismo el 15 de octubre. El grupo debutó oficialmente al día siguiente con un EP homónimo, y "WaveWay" como su sencillo principal.

## Vida personal
La familia de Honda está formada por su madre, su padre y dos hermanos mayores (un hermano y una hermana). Es fanática del equipo de baloncesto Utsunomiya Brex, y desde cuarto hasta sexto grado participó en su escuela de porristas.

## Posiciones en las elecciones generales de AKB48
Desde su debut en 2014, Honda ha participado en las elecciones generales anuales de AKB48. Esta es su posición en el ranking:
| Edición | Año  | Clasificación final | Número de votos | Posición del sencillo                 | Sencillo                |
| ------- | ---- | ------------------- | --------------- | ------------------------------------- | ----------------------- |
| 6       | 2014 | No clasificada      | No clasificada  | No clasificado                        | No clasificado          |
| 7       | 2015 | No clasificada      | No clasificada  | No clasificado                        | No clasificado          |
| 8       | 2016 | No clasificada      | No clasificada  | No clasificado                        | No clasificado          |
| 9       | 2017 | No clasificada      | No clasificada  | No clasificado                        | No clasificado          |
| 10      | 2018 | 82                  | 17.656          | Primera fila; Categoría conmemorativa | "Nami ga Tsutaeru Mono" |

## Discografía

### Sencillos con AKB48
| Año  | Título                       |
| ---- | ---------------------------- |
| 2014 | "47 no Suteki na Machi e"    |
| 2014 | "Seifuku no Hane"            |
| 2015 | "Aisatsu Kara Hajimeyou"     |
| 2015 | "Kegarete Iru Shinjitsu"     |
| 2015 | "Amanojaku Batta"            |
| 2016 | "Yume e no Route"            |
| 2016 | "Hoshizora o Kimi ni"        |
| 2017 | "Ikiru Koto Ni Nekkyou Wo!"  |
| 2018 | "Atarashii Chime"            |
| 2018 | "Nami ga Tsutaeru Mono"      |
| 2018 | "No Way Man"                 |
| 2019 | "Hitsuzensei"                |
| 2021 | "Nemohamo Rumor"             |
| 2021 | "Seikoutoutei"               |
| 2022 | "Motokare Desu"              |
| 2022 | "Hisashiburi no Lip Gloss"   |
| 2022 | "Sugar Night"                |
| 2023 | "Doushitemo Kimi ga Suki da" |
| 2023 | "Sayonara Janai"             |

### Álbumes de estudio con AKB48
| Año  | Título                                       |
| ---- | -------------------------------------------- |
| 2015 | "Henachoko Support"                          |
| 2015 | "Isshō no Aida ni Nannin to Deaeru no darou" |

### Créditos de composición
| Año  | Canción                                                  | Álbum         | Con                           |
| ---- | -------------------------------------------------------- | ------------- | ----------------------------- |
| 2019 | "Really Like You"                                        | Heart*Iz      | YOSKE, Kim Min-ju, Alive Knoh |
| 2020 | "Merry-Go-Round"                                         | Oneiric Diary |                               |
| 2020 | "La Vie en Rose (Japanese Ver.)"                         | Twelve        | MosPick                       |
| 2024 | "Be a Star" (난 오늘 밤하늘에서 가장 빛나는 별이된다 ()) | Say My Name   | Chase, 1Take, REIDD           |

## Conciertos
- AKB48グループ 東京ドームコンサート 〜するなよ? するなよ? 絶対卒業発表するなよ?〜 (AKB48 Group Tokyo Dome Concert 〜Suru na yo? Suru na yo? Zettai Sotsugyou Happyou Suru na yo?〜 (2014)
- AKB48 紅白対抗歌合戦 2014 (AKB48 Kouhaku Utagassen 2014) (2014)
- チーム8初の全国ツアー 〜47の素敵な街へ〜 (Team 8 National Tour 〜47 no Suteki na Machi e〜) (2014-2017)
- こじまつり～小嶋陽菜感謝祭～ (Kojimatsuri ～Kojima Haruna Kanshasai～) (2017)
- AKB48チーム８選抜コンサート〜僕たちは熱狂する〜 (AKB48 Team 8 Senbatsu Concert ~Bokutachi wa Nekkyou Suru~) (2018)
- Iz*One 1st Concert "Eyes On Me" (2019)

## Filmografía

### Series de televisión
| Año  | Título                             | Papel            | Notas            | Difusión                 | Ref.   |
| ---- | ---------------------------------- | ---------------- | ---------------- | ------------------------ | ------ |
| 2022 | Octo: Kanjou Sousakan Shinno Akari | Hinami Sumire    | Invitada (Ep. 3) | Televisión Nacional, YTV | [ 18 ] |
| 2022 | Hokuo Kojirase Nikki               | Ootori Shimako   | Papel principal  | Televisión de Tokio      | [ 19 ] |
| 2023 | The Greatest Teacher               | Enami Misato     | Papel recurrente | Televisión japonesa      | [ 21 ] |
| 2024 | Patisserie Mon                     | Tsukahara Kiyomi | Papel recurrente | Televisión de Tokio      |        |

### Programas de televisión
| Año       | Título                                                 | Notas                                                                      | Difusión         |
| --------- | ------------------------------------------------------ | -------------------------------------------------------------------------- | ---------------- |
| 2014      | AKBINGO!                                               | Rotacional                                                                 | Nippon TV        |
| 2015-2016 | AKB48 Team 8 no Anta, Roke!                            | Episodios 4 y 14                                                           | NOTTV            |
| 2016-2017 | AKB48 Team 8 no Anta, Roke Roke!                       | Episodios 10, 12 y 21                                                      | TV Asahi         |
| 2018      | Produce 48                                             | Puesto 9. Programa de supervivencia para determinar los miembros de Iz*One | Mnet             |
| 2022      | AKB48, Saikin Kiita? ~Issho ni Nanka Yatte Mimasen ka? |                                                                            | TV Tokyo, Paravi |

### Programas de radio
| Año       | Título                                                | Notas | Difusor     |
| --------- | ----------------------------------------------------- | ----- | ----------- |
| 2018-2019 | Toyota Rental Lease Presents: Honda Hitomi Heat Is On | DJ    | Radio Berry |
| 2019      | NEZAS presents: IZ*ONE Honda Hitomi no World Get You  | DJ    | Radio Berry |
| 2023-2024 | Idol Champ presents: POP-K Top 10                     | DJ    | Tokyo FM    |